# 平田佳祐
平田 佳祐（ひらた けいすけ、1986年6月17日 - ）は、日本の男性声優。以前はホーリーピークに所属していた。

## 出演作品

### テレビアニメ
2010年
- 夢色パティシエール（アナウンサー、アントニオ・バンゲリス[2]）
- 夢色パティシエールSP（スペシャル）プロフェッショナル（アントニオ・バンゲリス[2]）

### OVA
- 英雄伝説 空の軌跡 THE ANIMATION（カプア一家）
- 装甲騎兵ボトムズ Case;IRVINE
- .hack//Quantum（PC・I）[2]

### ラジオ
- 國府田マリ子のGM（アシスタント）[2]

### ナレーション
- テレビ番組 TOKYO AWARD（テレビ東京）番組ナレーション
- CM ポケットモンスター TVスポット[2]
- DVD キャプテン翼Vol.5、Vol.6、CMナレーション[2]